# Тур Кот-д’Ивуара
Тур Кот-д'Ивуара (фр. Tour de Côte d'Ivoire) — шоссейная многодневная велогонка, проходящая по территории Кот-д’Ивуара с 1953 года.			

## История
Гонка была создана в 1953 году, когда Кот-д’Ивуар ещё являлся французской колонией, и проводилась примерно до середины 1960-х годов. После чего наступил первый перерыв в её истории. Среди её призёров в этот период были французские велогонщики — участники гранд-туров.
Второй этап истории проведения гонки начался примерно в середине 1980-х годов и завершился в 1998 года, когда проведение гонки было прекращено, поскольку страна столкнулась с кризисом и внутренними конфликтами.
В 2008 году в Кот-д’Ивуаре была проведена многодневная гонка Ивуарийский тур мира, которую некоторые сайты велостатистики считают одним из изданий данной гонки.
После 14 лет отсутствия, в 2012 году, гонка была возрождена в рамках национального календаря, изменив своё название на Тур Кот-д'Ивуара — Тур примирения (фр. Tour de Côte d'Ivoire-Tour de la Réconciliation). На следующий, 2013 год состоялось 20-е её издание.
В 2014 году была предпринята попытка войти в международный календарь, но эпидемия лихорадки Эбола не позволила это сделать. И только в 2015 году гонка вошла в календарь Африканского тура UCI с категорией 2.2. С 2019 года снова стала частью национального календаря.
В гонке принимают участие такие страны как Бенин, Буркина, Габон, Гана, ДР Конго, Камерун, Мали, Марокко, Нигерия, Нигер, Руанда, Того, Сенегал, Сьерра-Леоне, Франция. Кот-д’Ивуар, как страна-организатор гонки, выставляет сразу несколько команд
Организатором гонки выступает Федерация велоспорта Кот-д’Ивуара. Спонсорами являются такие компании как Castel Groupe, Air France и Air Burkina.

## Призёры
| Год  | Победитель              | Второй               | Третий              |
| ---- | ----------------------- | -------------------- | ------------------- |
| 1953 | Жан Гэнш                |                      |                     |
| 1954 | Жан Гэнш                |                      |                     |
| 1956 | ? Лагарде               | Франсуа Белиби       | ? Азауд             |
| 1957 | Рафаэль Джеминиани      | Фердинанд Девез      | ? Азауд             |
| 1958 | Ги Бертоуме             | Конакон Кауме Куадио | ? Азауд             |
| 1959 | Жан Гэнш                | Андре Раффе          | ? Помье             |
| 1960 | Альфред Грэттон         | Венсан Витетт        | Адриен Аравеччи     |
| 1961 | Джозеф Коно             |                      |                     |
| 1962 | Джозеф Коно             |                      |                     |
| 1963 | Анж Руссель             |                      |                     |
| 1964 | Оскар Мишель            |                      |                     |
| 1985 | Жан-Батист Кваме Куадио |                      |                     |
| 1998 |                         |                      |                     |
| 2012 | Иссьяка Фофана          |                      |                     |
| 2013 | Иссьяка Сиссе           | Малвее Бодин         | Абдель Азиз Никиема |
| 2014 | Иссьяка Сиссе           | Хамиду Санкара       | Иссьяка Фофана      |
| 2015 | Маухсине Лахсайни       | Жанвье Хади          | Ги Смет             |
| 2016 | Мухсин Эль Коураджи     | Эль Мехди Чокри      | Иссьяка Сиссе       |
| 2017 | Дитер Буври             | Луис Верхельст       | Маттиас Легле       |
| 2018 | Иссьяка Сиссе           | Кловис Камзонг       | Матиас Сорго        |
| 2019 | Поль Даумон             | Матиас Сорго         | Артюс Джодель Телла |
| 2021 | Абоу Саного             | Сулейман Траоре      | Амаду Лингани       |
| 2022 | Сулейман Траоре         | Поль Даумон          | Абоу Саного         |
| 2023 | Абоу Саного             | Мункайл Равейнде     | Харуна Ильбудо      |
| 2024 | Родригес Куре           | Фабрис Тчофор        | Кловис Камзонг      |